# Camille Desmaisières
Le vicomte Camille Charles Joseph Ghislain Desmaisieres, né le 11 avril 1862 à Bruxelles et mort le 14 janvier 1921 à Ixelles fut un homme politique belge catholique.
Il fut docteur en droit (1883).
Il fut élu conseiller communal et bourgmestre de Heers (1907-21); conseiller provincial de la province de Limbourg (Belgique) (1888-94);  député (1894-1911) ; sénateur de l'arrondissement de Hasselt-Tongres-Maaseik, en suppléance de Charles de Hemricourt de Grunne (1911-21).
Il fut créé vicomte en 1908.

## Généalogie
- Il épousa en 1908 Claire Christyn de Ribaucourt (1874-1951).
- Ils eurent une fille : Madeleine Desmaisières (1901-1988).

## Sources
- Bio sur ODIS